# Hipismo nos Jogos Olímpicos de Verão de 2012 - Saltos por equipes
A competição de saltos por equipes do hipismo nos Jogos Olímpicos de Verão de 2012 foi realizada entre os dias 4 e 6 de agosto no Greenwich Park.

## Calendário
Horário local (UTC+1)
| Dia         | Horário     | Fase               |
| ----------- | ----------- | ------------------ |
| 4 de agosto | 10:30       | Classificatória    |
| 5 de agosto | 11:00       | Rodada 1           |
| 6 de agosto | 14:00 16:37 | Rodada 2 Desempate |

## Medalhistas
|  | GBR Grã-Bretanha                                                                                   |  | NED Países Baixos                                                                                    |  | KSA Arábia Saudita |
|  | Scott Brash (Hello Sanctos) Peter Charles (Vindicat) Ben Maher (Tripple X) Nick Skelton (Big Star) |  | Marc Houtzager (Tamino) Gerco Schröder (London) Maikel van der Vleuten (Verdi) Jur Vrieling (Bubalu) |  | Ramzy Al-Duhami (Bayard Van the Villa There) Abdullah bin Mutaib Al Saud (Davos) Kamal Bahamdan (Noblesse Des Tess) Abdullah Al-Sharbatly (Sultan) |

## Resultados
Cinco rodadas de saltos foram realizados no total. A segunda e terceira rodadas da competição individual foram utilizadas para o evento por equipes. As posições finais foram definidas com base na soma da pontuação dos três melhores ginetes de cada equipe. Um jump-off (desempate) seria realizado em caso de empate em qualquer uma das posições de medalhas.
| Pos.              | Ginetes                                                                               | CON                | Rodada 1   | Rodada 1 | Rodada 2   | Rodada 2 | Total pen. | Jump-off   | Jump-off | Jump-off                | Jump-off |
| Pos.              | Ginetes                                                                               | CON                | Pen.       | Pen.     | Pen.       | Pen.     | Total pen. | Pen.       | Pen.     | Tempo                   | Tempo    |
| Pos.              | Ginetes                                                                               | CON                | Individual | Equipe   | Individual | Equipe   | Total pen. | Individual | Equipe   | Individual              | Equipe   |
| ----------------- | ------------------------------------------------------------------------------------- | ------------------ | ---------- | -------- | ---------- | -------- | ---------- | ---------- | -------- | ----------------------- | -------- |
| Medalha de ouro   | Scott Brash Peter Charles Ben Maher Nick Skelton                                      | GBR Grã-Bretanha   | 4 8 0      | 4        | 0 5 4 0    | 4        | 8          | 4 0        | 0        | 48.01 61.27 48.14 47.27 | 156.68   |
| Medalha de prata  | Marc Houtzager Gerco Schröder Maikel van der Vleuten Jur Vrieling                     | NED Países Baixos  | 0 4 0 8    | 4        | 0 4 0 8    | 4        | 8          | 4 – 8 0    | 4        | 52.40 – 48.18 48.54     | 149.12   |
| Medalha de bronze | Ramzy Al-Duhami Abdullah bin Mutaib Al Saud Kamal Bahamdan Abdullah Al-Sharbatly      | KSA Arábia Saudita | 0 1 4      | 1        | 4 5 6      | 13       | 14         |            |          |                         |          |
| 4                 | Paul Estermann Steve Guerdat Werner Muff Pius Schwizer                                | SUI Suíça          | 0 4 0      | 4        | 8 4 12 0   | 12       | 16         |            |          |                         |          |
| 5                 | Tiffany Foster Jill Henselwood Eric Lamaze Ian Millar                                 | CAN Canadá         | DSQ 4 1 0  | 5        | DSQ 9 8 4  | 21       | 26         |            |          |                         |          |
| 6                 | Rolf-Göran Bengtsson Lisen Fredricson Jens Fredricson Henrik von Eckermann            | SWE Suécia         | 0 4 8 0    | 4        | 8 12 4 16  | 24       | 28         |            |          |                         |          |
| 6                 | Richard Fellers Reed Kessler Beezie Madden McLain Ward                                | USA Estados Unidos | 0 8 4      | 8        | 8 12 4 8   | 20       | 28         |            |          |                         |          |
| 8                 | Álvaro de Miranda Neto Carlos Motta Ribas Rodrigo Pessoa José Reynoso Fernandez Filho | BRA Brasil         | 0 – 4      | 8        | 8 – 5 46   | 59       | 67         |            |          |                         |          |
| 9                 | Jaime Azcarraga Federico Fernández Alberto Michán Nicolás Pizarro                     | MEX México         | 12 6 0 4   | 10       |            |          |            |            |          |                         |          |
| 10                | Julia Hargreaves James Paterson-Robinson Edwina Tops-Alexander Matt Williams          | AUS Austrália      | 8 4 0 12   | 12       |            |          |            |            |          |                         |          |
| 10                | Christian Ahlmann Marcus Ehning Janne Friederike Meyer Meredith Michaels-Beerbaum     | GER Alemanha       | 4 8        | 12       |            |          |            |            |          |                         |          |
| 12                | Simon Delestre Olivier Guillon Penelope Leprevost Kevin Staut                         | FRA França         | 6 4 8 4    | 14       |            |          |            |            |          |                         |          |
| 13                | Dirk Demeersman Jos Lansink Philippe Le Jeune Gregory Wathelet                        | BEL Bélgica        | 8 4 8 4    | 16       |            |          |            |            |          |                         |          |
| 14                | Björn Nagel Katharina Offel Aleksandr Onishchenko Cassio Rivetti                      | UKR Ucrânia        | 4 12 23 5  | 21       |            |          |            |            |          |                         |          |
| 15                | Rodrigo Carrasco Tomás Couve Correa Carlos Milthaler Samuel Parot                     | CHI Chile          | 17 5 8 9   | 22       |            |          |            |            |          |                         |          |